# Краснослободск (Волгоградска област)
Краснослободск (на руски: Краснослободск) е град в Русия, разположен в Среднеахтубински район, Волгоградска област. Населението му към 1 януари 2018 година е 17 327 души.